# ТЕС Монте
46°15′13″ пн. ш. 6°57′57″ сх. д. / 46.25361° пн. ш. 6.96583° сх. д.
ТЕС Монте — теплова електростанція на південному заході Швейцарії у кантоні Вале, споруджена з використанням технології комбінованого парогазового циклу.
Станом на 1990-ті роки в Монте діяла теплова електростанція електричною потужністю 25 МВт, яка споживала нафту. У середині 2000-х вирішили спорудити новий об'єкт, котрий би використовував сучасну технологію комбінованого циклу. Проект реалізували через компанію Monthel AG, створену Atel (Aar and Tessin SA of Electricity) і Cimo (Compagnie Industrielle de Monthey). Другий із названих акціонерів виконує функцію оператора.
Введена в експлуатацію у 2009 році станція має один блок, обладнаний газовою та паровою турбінами компанії  Siemens. Він має чисту потужність у 54,6 МВт та максимальну потужність при мінімізації виробництва пари 57,4 МВт. Номінальний показник газової турбіни становить 44,2 МВт, парової — 11 МВт.
За допомогою котла-утилізатора відпрацьовані газовою турбіною продукти спалювання використовуються для генерації пари з тиском 64 бар. Далі вона подається на парову турбіну, після якої відпрацьована пара з тиском 12 бар постачається на розташовані у місцевому індустріальному парку хімічні заводи компаній BASF, Syngenta і Huntsman. Завдяки додатковим пальникам у котлі-утилізаторі загальний випуск пари збільшується з 54 до 85 тон на годину. Номінальна теплова потужність ТЕС становить 65,6 МВт. У випадку технічних проблем із паровою турбіною, пара для хімічних заводів продовжуватиме постачатись завдяки установці зменшення тиску.
Загальна паливна ефективність теплоелектроцентралі становить 83 %.
Як паливо станція використовує природний газ.